# コニー・バウアー
コニー・バウアー（Conny Bauer、1943年7月4日 - ）は、ドイツのフリー・ジャズ・トロンボーン奏者。同じくトロンボーン奏者のヨハネス・バウアーは弟である。

## 来歴
1957年から1961年までゾンネベルクの高校で学生だった頃、スウィング、ブギウギ、ブルース、ロックンロールなど現代音楽とダンスのジャンルに熱心となり、ギターやピアノを弾くことを学んだ。Aレベルの成績で学校を卒業した後、いくつかのバンドで自分の音楽を演奏しようと試み、友人たちから「コニー」と呼ばれるようになった。
バウアーはプロのミュージシャンになるには音楽について知らなすぎることを認識し、1964年から1968年までドレスデン・カール・マリア・フォン・ウェーバー音楽大学で現代のダンス・ミュージックを学んだ。あまりにも多くの学生がギターを勉強したがっていたので、彼は演奏経験のあったトロンボーンのクラスに参加した。1968年になると、個人レッスンで自身のスキルを向上させるためベルリンの音楽学校を去った。1969年から1971年まで、エルンスト・ルートヴィヒ・ペトロウスキーのバンドでギタリストおよび歌手としてのキャリアを開始。1970年から、トロンボーン・ソリストとしてのキャリアを積み始めた。
1970年代後半、バウアーはヨーロピアン・フリー・ジャズの著名なジャズ・プレーヤーとなった。彼は東ドイツのジャズの発展に影響を与えた数多くのグループを見出す手助けをしてきた。これらのグループには、FEZとそれに続くカルテットとトリオのフォーメーション、ドッペルモッペル・カルテット、そしてエルンスト・ルートヴィヒ・ペトロウスキー、ウルリッヒ・グンペルト、ギュンター・ソマーとの「Synopsis/Zentralquartett」が含まれている。1986年には数週間にわたって日本をツアーし、多くの日本のミュージシャンと出会った。1988年から1989年までの間、東ドイツの国立ジャズ・オーケストラを指揮した。1983年以来、遠藤正、シェリル・バンクス、トニー・オクスレイ、デレク・ベイリー、マギー・ニコルズ、テオ・ユルゲンスマン、ペーター・ブロッツマン、バール・フィリップス、ペーター・コヴァルト、ハン・ベニンク、バリー・アルトシュル、ジェイ・オリヴァー、ルイス・モホロ、ジェリー・ヘミングウェイ、ジョージ・ルイスなどのアーティストたちと一緒に仕事してきた。
2004年、バウアーはソロ・レコーディングであるアルバム『Hummelsummen』で、ドイツのSWRジャズ賞を受賞した。同伴者のいないソリストであるバウアーは、比類のない「循環呼吸法」を用いたマルチソニック（重音奏法）を使用しているため、彼自身のループを想起させる。

## ディスコグラフィ

### リーダー・アルバム
- Just for fun (1973年、FMP)
- Synopsis (1974年、Amiga)
- Auf der Elbe schwimmt ein rosa Krokodil (1974年、FMP)
- FEZ (1977年、Amiga)
- Was ist denn nun? (1979年、FMP) ※コンラッド・バウアー・トリオ名義
- Secret Points (1979年、Dragon) ※with ジャンルイージ・トロヴェシ
- Konrad Bauer Solo (1980年、Amiga)
- Round about Mittweida (1982年、FMP) ※コンラッド・バウアー・カルテット名義
- Flüchtiges Glück (1984年、Riskant) ※ソロ
- Reflections (1986年、FMP) ※ドッペルモッペル名義
- Jazzorchester der DDR (1987年、Amiga)
- Live im Völkerschlachtdenkmal (1988年、Amiga) ※ソロ
- Zentralquartett (1990年、ZOOM) ※コンラッド・バウアー監督
- Torontotöne (1991年、Victo) ※ソロ
- Three Wheels - Four Directions (1992年、Victo) ※コンラッド・バウアー・トリオ名義
- Plié (1994年、Intakt) ※Zentralquartett名義
- Bauer - Bauer (1995年、Intakt)
- Generations from (East) Germany (1997年、KlangRäume) ※with ヨアヒム・キューン
- Careless Love (1998年、Intakt) ※Zentralquartett名義
- Aventure Québécoise (1999年、Victo) ※ドッペルモッペル名義
- News from Berlin (2002年、Victo) ※with 高瀬アキ
- Between Heaven and Earth (2003年、Intakt) ※with ペーター・コヴァルト、ギュンター・ソマー
- Hummelsummen (2003年、Intakt) ※ソロ

### 参加アルバム
グラハム・コリアー
- Hoarded Dreams (2007年、Cuneiform) ※1983年録音

ウォルフリート・シュミット
- Alice im Wunderland (2000年、Eulenspiegel Verlag)